# Glifo

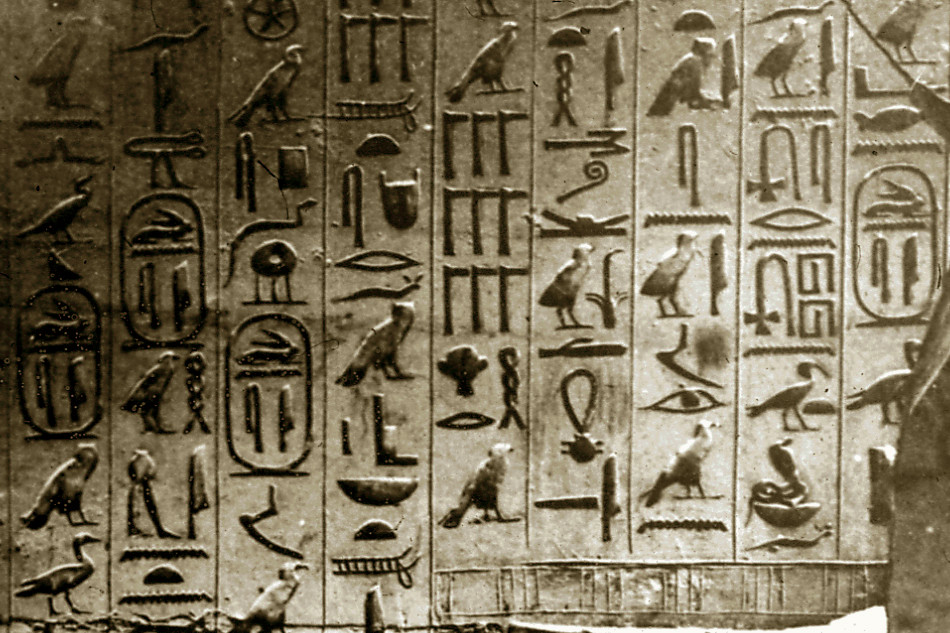
Geroglifici nella Piramide di Unas (Egitto), contenenti formule rituali conosciute come testi delle piramidi.

Un glifo (IPA: [ˈɡliːfo]), dal greco γλύφω (glýphō), «incidere», in origine indicava un qualsiasi segno, inciso o dipinto, come ad esempio i glifi della scrittura maya o di quella egizia, conosciuti meglio come geroglifici (dal greco iéros + glýphōs, «segni sacri»), a indicare una lingua divina sapienziale.

## Storia

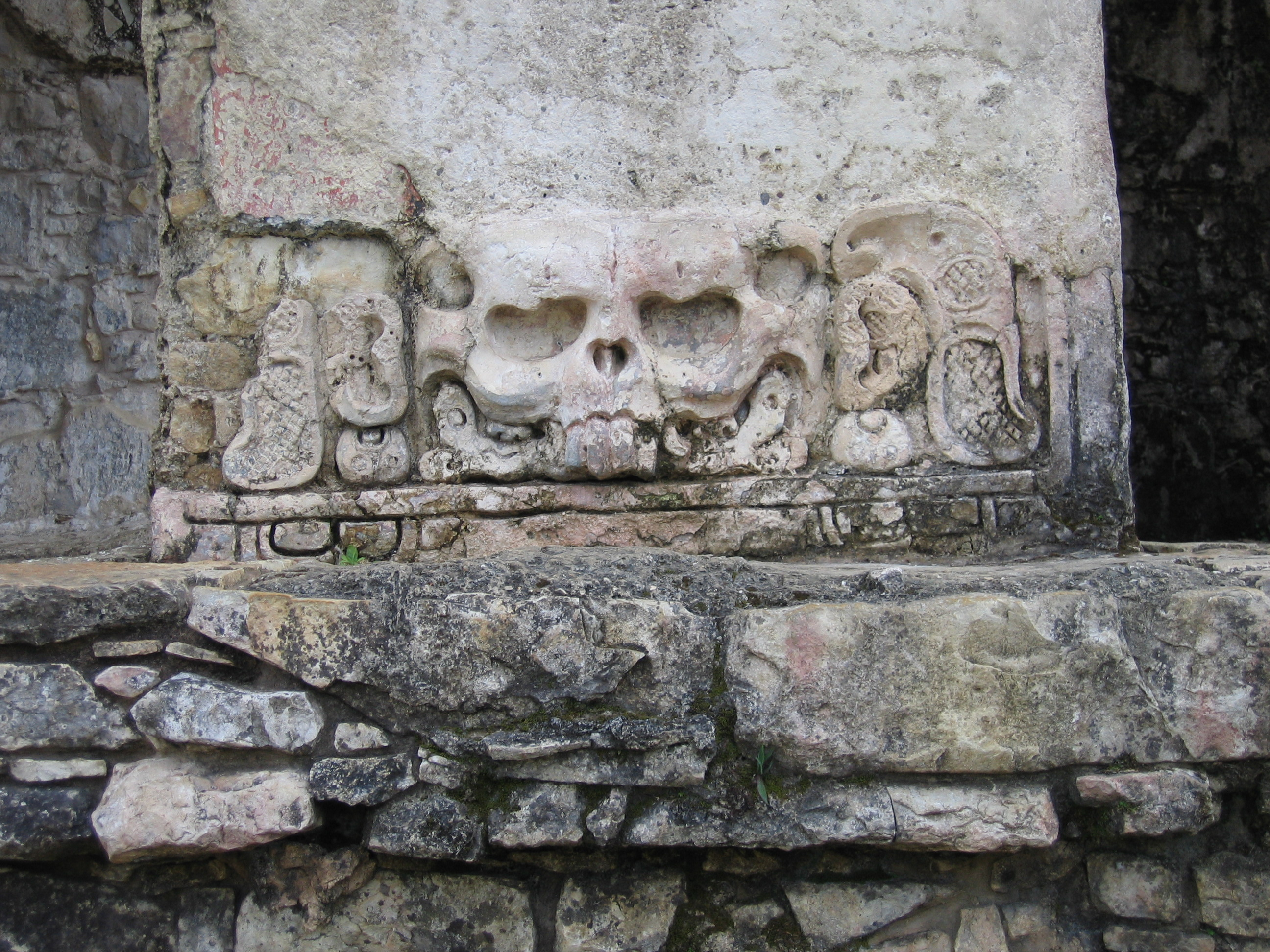
Iscrizione glifica maya a Palenque

Storicamente ai glifi era attribuito un potere magico ed evocativo di tipo analogico, per il quale essi venivano utilizzati all'interno di formule magiche, oppure come simboli di segni zodiacali e pianeti dell'astrologia, di elementi dell'alchimia, o di entità mitologico-religiose.

## Utilizzo grafico

Tipologie di glifi che rappresentano la lettera minuscola "a".

In tipografia, un glifo è una rappresentazione concreta di un grafema, di più grafemi o di parte di un grafema, senza porre attenzione alle caratteristiche stilistiche. Parallelamente, il termine carattere si riferisce a un grafema nell'ambito tipografico e informatico.
Mentre un grafema è un'unità di testo, un glifo è un'unità grafica. Per esempio, la sequenza di due lettere <fi> contiene due grafemi (o "caratteri") ma potrà anche essere rappresentata da un solo glifo nel caso in cui i due grafemi siano combinati in una singola legatura. Viceversa, alcune macchine da scrivere richiedono l'uso di più glifi per la scrittura di un solo grafema (ad esempio, due trattini per ottenere una lineetta, oppure un apostrofo sopra un punto per ottenere un punto esclamativo).
La maggior parte dei glifi, in tipografia, sono l'equivalente dei caratteri tipografici che costituiscono le serie di un particolare stile di un tipo di carattere. In tempi recenti, specialmente in informatica, si è imposto l'anglicismo font (di origine francese): un font è uno stile di un tipo di carattere, ovvero un insieme ordinato di glifi contenente informazioni su come associarvi un particolare codice, visualizzarli in differenti dimensioni e stamparli correttamente.
Dato un particolare tipo di carattere, ogni grafema di solito corrisponde ad un singolo glifo; questa regola generale trova delle eccezioni, soprattutto nel caso dei tipi di carattere creati per lingue dotate di un sistema di scrittura che prevede numerosi segni differenti. In questi casi particolari un grafema può corrispondere a parecchi glifi e parecchi grafemi a un solo glifo. Recentemente sono stati introdotti i tipi di carattere OpenType, che prevedono sostituzioni automatiche delle legature, maiuscoletti ed altre caratteristiche avanzate.